# 露西·胡德
露西·胡德（Lucille A. Hood，1957年—2014年4月2日），是一名美国商人。她创立了福克斯移动娱乐并担任美国南加州大学的传媒科技管理学院的执行主任。
2014年4月2日，她因癌症死于洛杉矶，享年56岁。